# Lunella smaragda
Lunella smaragda (no século XX cientificamente denominada Lunella smaragdus; nomeada, em maoriː atatangata, mātangata, kaitangata, pūpū kōrama, kōrama, kōramu, pūpū e pūpū atamarama; em inglêsː emerald moon turban - na tradução para o português significando "turbante da lua de esmeralda" - mas também denominada, em inglêsː cat's eye snail ou cat's eye shell - na tradução para o português significando "caramujo, ou concha, do olho de gato", em uma alusão à coloração de seu opérculo, conhecido como kanohi pūpū em maori; esta denominação, cat's eye, também usada na espécie Indo-Pacífica Turbo petholatus Linnaeus, 1758) é uma espécie de molusco gastrópode marinho costeiro pertencente à família Turbinidae da subclasse Vetigastropoda. Foi classificada por Johann Friedrich Gmelin com a denominação Turbo smaragdus, em 1791, na obra Systema Naturae.

## Descrição da concha
Sua concha é grossa e nos espécimes juvenis apresenta cristas em espiral, além de um leve padrão estriado, gerado por suas linhas de crescimento; atingindo até os 7 centímetros e apresentando um padrão de coloração enegrecida ou castanha sobre um fundo esverdeado, geralmente com sua espiral erodida em seu ápice. Sua abertura é grande, oblíqua e arredondada, sem canal sifonal ou umbílico, e tem uma borda moderadamente fina em seu lábio externo, com o interior da abertura de um branco-perolado. Pode apresentar epibiontes em sua superfície.

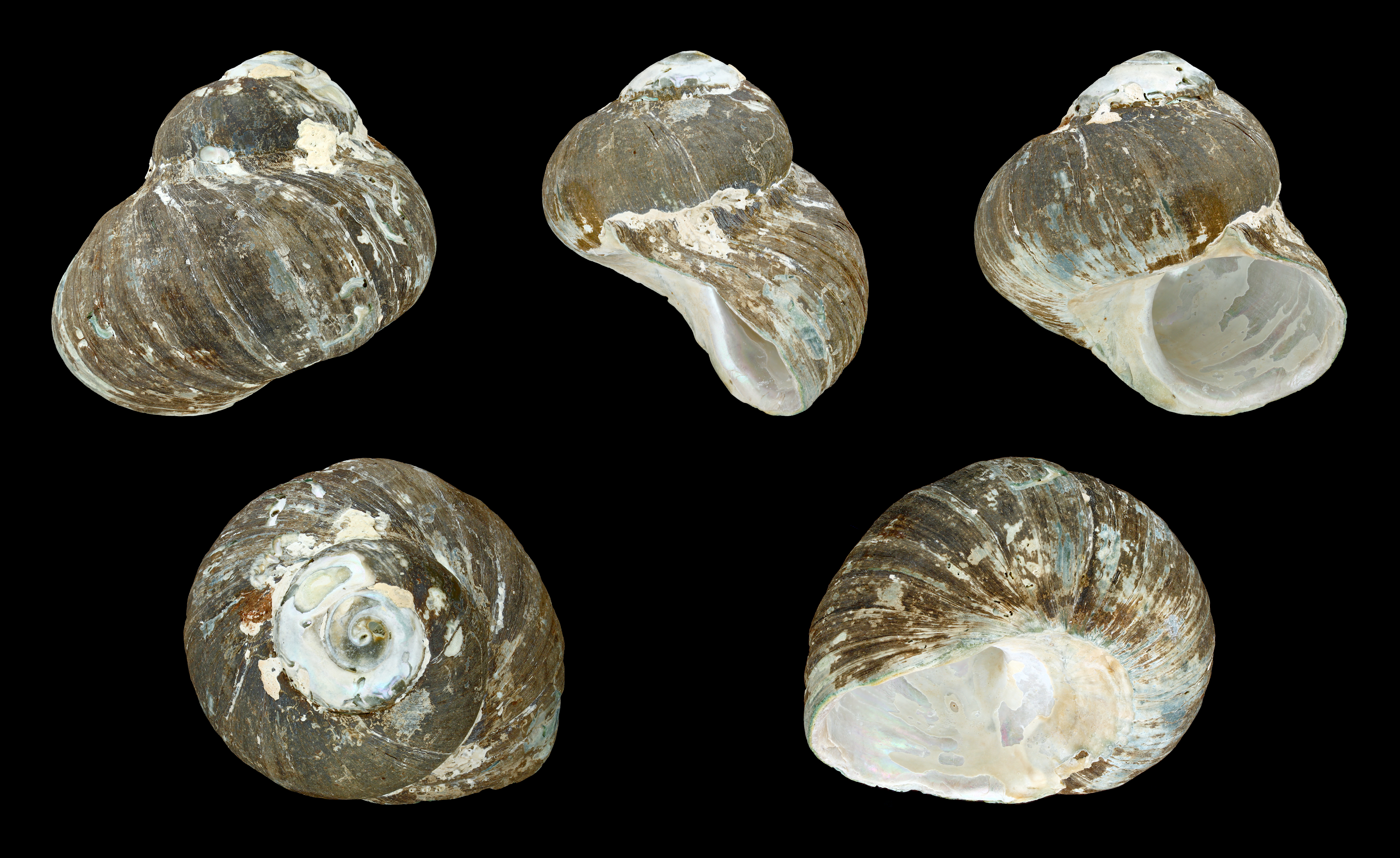
Adultas
Juvenil

## O opérculo deLunella smaragdae uma lenda Maori
O opérculo da espécie Lunella smaragda, assim como em Turbo petholatus Linnaeus, 1758, recebe a denominação de cat's eye por apresentar uma estrutura calcária, grossa e polida, com uma superfície abobadada com brilho semelhante ao da porcelana, de textura levemente granulosa e formato circular, em tons de verde escuro por quase toda a área externa e com sua área interna espiralada e plana.
Sobre este opérculo existe uma lenda citando que Whaitiri era uma velha malvada da Ilha Sul que às vezes comia pessoas de sua própria família; então dois de seus netos, enviados para passar a noite com ela, temeram por suas vidas enquanto dormiam. Eles encontraram alguns caramujos e arrancaram seus "olhos de gato". Quando foram para a cama, colocaram pálpebras de "olhos de gato" sobre seus olhos. Isso levou a avó a pensar que eles estavam bem acordados e assim ela os deixou vivos.

## Distribuição geográfica
Lunella smaragda é endêmica do litoral rochoso da zona entremarés da Nova Zelândia, tanto na Ilha Norte quanto na Ilha Sul e Ilha Stewart; posteriormente encontrada nas ilhas Chatham.